# Scott Forstall
Scott Forstall (Bremerton, 28 agosto 1969) è un ex dirigente d'azienda e programmatore statunitense. 
Ha ricoperto in Apple l'incarico di vicepresidente della sezione Software per iPhone fino al 29 ottobre 2012.
Forstall si è laureato all'Università di Stanford nel 1991 con una laurea in sistemi simbolici e ha ricevuto la laurea magistrale in informatica nel 1992 sempre  all'Università di Stanford.
Forstall, che passò alla Apple quando questa comprò la NeXT, dove lavorava precedentemente, è considerato uno dei progettisti originali del sistema operativo macOS e della sua interfaccia grafica denominata Aqua. Nel gennaio 2003 fu promosso Senior Director.
Forstall divenne responsabile per i rilasci di Mac OS X dopo che Avadis Tevanian si dimise come Chief Software Technology Officer della Apple e prima di essere nominato Senior Vice President del software iPhone. Ha preso la parola più volte nel corso degli ultimi anni a varie WWDC di Apple. In particolare ha parlato di Mac OS X 10.5 nel 2006 e dello sviluppo del software per iPhone nel 2008, in seguito anche per il rilascio del sistema operativo per iPhone 2.0, per il lancio dell'iPhone 3G, durante il WWDC 2009 (6 giugno 2009) e più recentemente il 6 giugno 2011 in occasione della presentazione di iOS 5 tenutasi al WWDC 2011.
Il 29 ottobre 2012 Apple ha annunciato la rimozione di Scott Forstall dalla sua attuale carica nell'azienda, a seguito delle sue mancate scuse verso gli utenti per l'applicazione nativa delle mappe di iOS. Tali mappe infatti sono state rilasciate prematuramente rispetto al loro stadio di sviluppo, risultando molto più incomplete di quelle della precedente applicazione Google Maps, nonché ricche di bug.